# Real Madrid Castilla
Real Madrid Castilla (tidligere Castilla CF) er et spansk fodboldhold, der spiller i den spanske Segunda División B. Holdet er et reservehold for Real Madrid CF og spiller sine hjemmekampe på Alfredo di Stéfano Stadion. 
Blandt de kendte spillere, der spiller eller har spillet for Real Madrid Castilla er Raúl, Guti, Iker Casillas og Miguel Torres. Emilio Butragueño spillede i årene 1982-1983.
I 1991 forbød det spanske forbund Real Federación Española de Fútbol anvendelsen af separate navne for reservehold, og Castilla CF, som klubben havde heddet siden 1972, skiftede herefter navn til Real Madrid Deportiva, og senere Real Madrid B. I sæsonen 2004/2005 ændrede klubben navn til det nuværende Real Madrid Castilla.

## Spillertruppen
| 1  | Spanien   | Carlos Abad (MÅ)          |
| 13 | Spanien   | Alfonso Herrero (MÅ)      |
| __ | Belgien   | Alex (MÅ)                 |
| __ | Spanien   | Rubén Yáñez (MÅ)          |
| 2  | Spanien   | Fran (FO)                 |
| 3  | Spanien   | Álvaro Tejero (FO)        |
| 4  | Spanien   | José León (FO)            |
| 5  | Spanien   | Héctor (FO)               |
| __ | Spanien   | Sergio Reguilón (FO)      |
| __ | Spanien   | Jaime (FO) (Vice Anfører) |
| __ | Brasilien | Abner (FO)                |

| __ | Østrig                | Philipp Lienhart (FO)            |
| 6  | Spanien               | Marcos Llorente (MI)             |
| 7  | Spanien               | Álvaro (MI)                      |
| 8  | Spanien               | Javier Muñoz (MI) (Vice Anfører) |
| 10 | Norge                 | Martin Ødegaard (MI)             |
| 11 | Spanien               | Cristian Cedrés (MI)             |
| 14 | Spanien               | Aleix Febas (MI)                 |
| __ | Spanien               | Lucas Torró (MI)                 |
| __ | Frankrig              | Enzo (MI) (Anfører)              |
| __ | Spanien               | José Lazo (MI)                   |
| 9  | Spanien               | Borja Mayoral (AN)               |
| 16 | Dominikanske Republik | Mariano (AN) (Vice Anfører)      |
| __ | Ecuador               | Jordan (AN)                      |